# Lambda Draconis
Lambda Draconis (λ Draconis / λ Dra / Lambda Draconis) è una stella della costellazione del Dragone. La sua magnitudine apparente è +3,83 e dista 333 anni luce dal sistema solare.
Possiede i nomi tradizionali di Gianfar, Giansar o Giauzar, che hanno origine non chiare, derivati dall'arabo e dal persiano. In Cina la stella è invece conosciuta come 紫微右垣三 (Zǐ Wēi Yòu Yuán sān,  "la terza stella del recinto rosso proibito, che rappresentava il 上輔 (Shǎngfǔ), cioè il "Primo Ministro", occidentalizzato in Sang Poo o Shaou Poo.

## Osservazione
La sua posizione è fortemente boreale e ciò comporta che la stella sia osservabile prevalentemente dall'emisfero nord, dove si presenta circumpolare anche da gran parte delle regioni temperate; dall'emisfero sud la sua visibilità è invece limitata alle regioni temperate settentrionali e alla fascia tropicale.
Essendo di magnitudine 3,83, la si può osservare anche dai piccoli centri urbani senza difficoltà, sebbene un cielo non eccessivamente inquinato sia maggiormente indicato per la sua individuazione.

## Caratteristiche fisiche
Lambda Draconis è una gigante rossa di classe M0III, classificata come variabile semiregolare; la sua magnitudine varia da 3,78 a 3,86. La stella pare si trovi nella fase evolutiva che porta le stelle a collocarsi, nel diagramma H-R, nel ramo asintotico delle giganti. La stella starebbe dunque aumentando la sua luminosità per la seconda volta nella sua vita, aumentando il proprio raggio, che attualmente è oltre 100 volte quello solare. Con un nucleo ormai inerte di carbonio, in un futuro ormai prossimo la stella inizierà a pulsare sempre più vigorosamente, preparandosi a rilasciare i suoi strati esterni per trasformandosi in una piccola e densa nana bianca.